# Convivio
Il Convivio è un saggio composto da Dante Alighieri nei primi anni dell'esilio, ovvero tra il 1304 e il 1307. L'intento dell'autore era quello di agevolare ogni individuo nello spontaneo percorso verso la conoscenza tramite l'alternarsi di canzoni apparentemente ludiche e commenti di carattere pedagogico-morale o dottrinale.
Per una maggiore comprensione va tenuto in considerazione l'effettivo privilegio di chiunque all'epoca potesse dedicarsi agli studi e all'otium cum dignitate; pertanto si procede prima elencando i possibili impedimenti che prevengono l'uomo dall'acquistare compiutamente l'habitus di scienza ed in secondo luogo, in quanto fedele, mostra la sua misericordia attiva nei confronti di chi è affamato di conoscenza. In questo, infatti, si esplicita per la prima volta la virtù della "liberalitade", fondamentale per il Dante in esilio ed in continua peregrinazione tra le corti.
Una volta raccolte le "partiuncole", o briciole, dall'alta mensa dei sapienti Dante si rivolge al lettore digiuno di insegnamenti filosofici proponendo un banchetto di quattordici portate: 14 vivande (ovvero le canzoni) ed il pane (il commento) con cui mangiarle. Tale transumptio trofica risulta, inoltre, particolarmente congeniale all'associazione dantesca con la liturgia dell'eucaristia, il Vangelo di Giovanni 6.59 e la parola di Cristo che toglie la fame spirituale. 
Delle quattordici canzoni del Convivio annunciate «l'opera ne reca e commenta tre sole: ( [...] ) è la prima prova severa e compiuta della prosa italiana». Dante non si rivolge ai letterati del tempo «né adopera quindi la loro lingua, perché, attendendo essi al solo guadagno hanno fatto la letteratura "di donna meretrice"». Giuseppe Prezzolini, a tale proposito, ha scritto che le idee di Dante non andarono mai di pari passo con la storia dell'Italia. Così come il De Monarchia è contraria alla «parte più viva municipale e regionale, ( [...] ) l'ideale (...) di un linguaggio aulico (Convivio) è contrario alla realtà dei dialetti, che, appena i letterati sono liberi dall'ansia per l'unità  (verso il 1860), riappaiono nelle scritturre più schiette (Verga), nei temi dei migliori (D'Annunzio) e nella lirica più pura (Di Giacomo) e nel romanzo del Lampedusa che chiude la letteratura italiana moderna».

## Datazione
La datazione di quest'opera può essere determinata in base ad eventi "ante quem" e grazie ad alcune considerazioni di carattere biografico. 
Il primo elemento da tenere in considerazione è il riferimento interno al De vulgari eloquentia nel quale "si parlerà più compiutamente" della questione linguistica; da ciò possiamo dedurre che il Convivio sia stato scritto prima della composizione nel 1305 del trattato dantesco di carattere linguistico. 
Inoltre, va sottolineato un elemento "ex silentio" fondamentale: la totale assenza di allusioni all'incoronazione di Enrico VII avvenuta nel 1307, avvenimento centrale per la biografia e le sorti di Dante.
In ultimo, dal punto di vista meramente bibliografico, è importante denotare la necessità di Dante di avere a disposizione testi da poter consultare direttamente e quindi l'accesso ad una biblioteca fornita. Tali condizioni sembrano convergere solo durante il soggiorno a Bologna nel 1303.

## Titolo e transumptio trofica
Il termine 'convivio' deriva dal latino convivium e può essere tradotto come banchetto, simposio. L'opera è quindi un convivio (o mensa) alla quale sono offerte ai partecipanti (ovvero a coloro che hanno desiderio di sapere e conoscere) quattordici vivande (ovvero le canzoni) accompagnata dal pane (ovvero il commento) il quale ne faciliterà l'assimilazione. Pertanto Dante afferma nel primo trattato:  
"La vivanda di questo convivio sarà di quattordici maniere ordinata, cioè quattordici canzoni sì d’amor come di vertù materiate, le quali sanza lo presente pane aveano d’alcuna oscuritade ombra, sì che a molti loro bellezza più che loro bontade era in grado."
Tale transumptio trofica risale all'immaginario biblico della liturgia dell'eucaristia ed alla parola di Cristo che toglie ogni fame spirituale. 

## Premesse ideologiche e dottrinali
Nella composizione del Convivio, nonostante il carattere fortemente argomentativo, l'autore non sente mai la necessità di ribadire al lettore la propria ortodossia, ma lascia che essa traspaia dalle varie citazioni bibliche. Egli, inoltre, seguì a pieno l'ideale filosofico principale della "doppia verità" che comporta una convivenza tra la verità filosofica-scientifica e la verità di fede. In questa accezione, l'intelletto umano può procedere per via deduttiva fino al limite razionale oltre il quale è necessaria la rivelazione divina. Un'esemplificazione pratica di questa convinzione è evidente sin dal secondo trattato nel quale Dante fa uno status quaestionis (una rassegna delle opinioni delle auctoritates) riguardo alla cosmologia e afferma che gli antichi non avrebbero potuto sapere il numero effettivo dei cieli (verità rivelata), ma avrebbero potuto intuire di essere nell'errore. 
Sul versante poetico è possibile rintracciare la medesima alternanza. Dante applica a pieno la tecnica argomentativa della Scolastica alla quale unisce una forte propensione per la polisemia tipica dell'esegesi biblica. Va inoltre sottolineata l'allontanamento dai dettami aristotelici che prevedevano testi chiari e denotativi.

## IlConvivioe laVita Nova
Il Convivio va necessariamente contestualizzato e messo in rapporto con l'intero corpus dantesco al fine di comprenderlo al meglio. 
È evidente una forte congruenza con la Vita Nova nello schema in quanto entrambe le opere appartengono al genere letterario del prosimetro, all'interno del quale si alternano armoniosamente liriche e testi in prosa. Tuttavia il Convivio, in quanto opera della maturità, dimostra una spiccata evoluzione nella tecnica dell'autocommento e dell'auto-esegesi: le canzoni proposte non necessitano di alcuna cornice narrativa ed è evidente l'allontanamento dalla tematica amorosa (massima espressione dello Stil Novo)  in favore di uno stile argomentativo lucido e razionale che passa in rassegna i grandi temi filosofici del tempo (cosmologia, metafisica, politica, etc.) intrisi di aristotelismo. 
A Beatrice si sostituisce quindi la "donna gentile" simbolo della Filosofia rivelato da Dante stesso nell'esposizione allegorica del terzo trattato: "Dico e affermo che la donna di cui io innamorai appresso lo primo amore fu la bellissima e onestissima figlia de lo imperadore de lo universo, a la quale Pitagora pose nome Filosofia". Pertanto, Dio e la salvezza dell'anima non si possono più raggiungere attraverso un'ascesi mistica prodotta dal sentimento d'amore, ma seguendo la filosofia e il sapere: se l'uomo tende naturalmente verso la conoscenza, l'uso della ragione coincide con la perfezione, la somma felicità e la nobiltà fattiva. 
L'amore che qui traspare non è più quello per una donna (come nella Vita Nova), ma è esplicitamente l'amore per il sapere. Se l'opera poetica giovanile era fervida e passionata, il Convivio ha invece una natura temperata e virile.

## Fonti e stile
Tra le fonti esplicite principali per la composizione del Convivio va menzionato prima di tutto Aristotele, autore dell'Etica Nicomachea ed in secondo luogo di opere come la Fisica e la Metafisica. Pertanto, egli viene citato come "lo primo filosofo" e "lo mio maestro".  Inoltre è importante la presenza dei grandi maestri della scolastica Alberto Magno e Tommaso d'Aquino, autori di parafrasi e raccolte del sapere aristotelico. In aggiunta a ciò, l'estrema familiarità con i testi biblici rende possibili numerosissime citazioni esplicite o implicite tratte soprattutto dai Libri Sapienziali e dai Vangeli di Giovanni e di Matteo. In particolare per la transumptio trofica risulta pregnante Giovanni 6,58 "Questo è il pane disceso dal cielo, non come quello che mangiarono i padri vostri e morirono. Chi mangia questo pane vivrà in eterno."
Per quanto riguarda lo stile esso risulta essere improntato a due tipologie di testi discordanti:
- i commenti continui agli auctores che procedevano per lemmi e sintagmi;
- i commenti filosofico-teologici ricchi di divisiones, dubia, quaestiones e excursus.

In ultimo, il lessico del Convivio assorbe il gergo tecnico della teologia e della filosofia medievali volgarizzato tramite calchi lessicali e sintagmatici a dimostrazione della maturità del volgare.

## Contenuto

### I Trattato
Il primo trattato è di carattere proemiale ed ha, dunque, funzione introduttiva all'opera intera; pertanto non presenta alcuna canzone di riferimento. 
Inizialmente si fa riferimento al concetto di doppia verità, di sapienza ed al privilegio di chiunque possegga l'habitus di scienza, nesso fondamentale per comprendere l'argomentazione dantesca: dato che l'uomo comune è impedito nel conseguimento della conoscenza (somma felicità), è compito di un fedele coadiuvare il lettore nel proprio percorso verso la perfezione. Nell'opera stessa si esplicita, dunque, la concezione dantesca della misericordia come virtù attiva che spinge Dante a condividere "liberalmente" le partiuncole (o briciole) raccolte all'alta mensa dei sapienti. Ad essa infatti non avevano accesso numerosi uomini del suo tempo a causa di due impedimenti in un'armonica quadripartizione ricca di parallelismi.
| Interni | Del corpo    | Dell'anima  |
| Esterni | La necessità | La pigrizia |

Dopo il riferimento alla carità per gli affamati, la transumptio trofica prosegue nel commento con l'obiettivo di purgare preventivamente il pane da ogni "macula" prima che quest'ultimo sia servito al convito.
1. La prima macula accidentale è il "parlare di sé medesimo", atto particolarmente sconveniente perché comporta la lode o il biasimo di sé (entrambi comportamenti riprovevoli in quanto non neutrali). Essa va giustificata dal momento che risulta essere necessaria per evitare l'infamia derivata dall'esilio (seguendo l'exemplum di Boezio), ma soprattutto per recare "utilitade altrui" secondo il modello di Agostino nelle Confessioni;
2. La seconda macula accidentale è il "parlare troppo a fondo" e consiste nella durezza e pesantezza eccessiva del commento. Dante ritiene che questa argomentazione sia particolarmente paradossale in quanto il commento, considerato un difetto in questa accezione, avrebbe dovuto avere la funzione di sanare un primo difetto, ovvero l'immaturità della poesia amorosa. Inoltre Dante procede problematizzando la questione dell'ambizione e della diminutio della fama che seguirono l'esilio;
3. L'ultima macula di carattere sostanziale risulta essere l'uso del volgare nella composizione dell'opera; la gerarchia comunemente intesa, infatti, prevedeva il prevalere del latino in quanto nobile (non corrompibile), virtuoso (efficace) e bello (in quanto armonioso grazie alla grammatica). Tuttavia, Dante opera una scelta contraria alla norma e fa riferimento a tre motivazioni per giustificarla: lo "sconvenevole ordinamento", l'intento liberale ed il naturale amore nei confronti della loquela materna.

### II Trattato
Nel trattato viene commentata la canzone Voi che 'ntendendo il terzo ciel movete nella quale viene messa in scena una vera e propria psicomachia tra gli stati d'animo rappresentati canonicamente come ipostasi. In una continua opposizione dialettica si alternano così il pensiero pietoso (in continua contemplazione luttuosa dell'amata beata e del paradiso) e lo spirito d'amore (che spinge l'uomo verso la donna pietosa successivamente identificata con la Filosofia). Pertanto risulta essere centrale l'influsso di Venere inteso come riflesso diretto della volontà divina e pertanto impossibile da resistere.
La premessa narrativa fa, dunque, riferimento al ciclo di testi della Vita Nova riguardanti la fedeltà a Beatrice nella gloria di Dio ed alla donna gentile in un rapporto complementare, ma gerarchico frutto di una totale riscrittura e risemantizzazione. La seconda incoerenza con i testi precedenti riguarda l'effettiva resa di Dante all'assedio, elemento talmente assente nella Vita Nova nella quale permaneva un'ostinata fedeltà alla donna amata seppur con un continuo riferimento alla problematicità della sua condizione. In questo contesto è però fondamentale la vittoria della donna-Filosofia, gentile oltre misura, misericordiosa della vedovata vita di Dante e pronta ad unirsi a lui in un secondo matrimonio.
Al fine di poter interpretare pedagogicamente tale canzone Dante è portato naturalmente ad esporre al lettore la questione del "sovra-senso", "come si dee mangiare" ed interpretare le parole in rima. I quattro sensi della scrittura, codificati dall'esegesi biblica, sono: letterale, allegorico, morale ed anagogico. Il primo è da considerare come le fondamenta dell'edificio di cui Dio è il primo architetto, il secondo implica che sotto una finzione ci possa essere una verità nascosta, il terzo fa riferimento ad un'interpretazione pedagogica ed il quarto riguarda le verità ultra-mondane. 
La prima interpretazione letterale si concentra, dunque, sulla cosmologia: sono citati a tal proposito Aristotele, Tolomeo ed i cristiani che definirono il numero dei cieli; la conformazione dell'universo delineata in questa seduta sembra rispondere perfettamente alla concezione dantesca che presupponeva una fede nella razionalità nella creazione. Successivamente vengono citate le intelligenze angeliche ("sostanze separate che muovono i cieli") la cui esistenza è provata dall'apparizione a Maria dell'Arcangelo il quale fa riferimento alla propria appartenenza ad un'intera legione di angeli. Essi sono dunque messi in rapporto con i pianeti, con gli influssi e tra essi viene messo in risalto quello di Venere, precedentemente citato, che poneva Dante in una situazione di novitas: inerme nei confronti della generazione del nuovo amore per la donna-Filosofia e del corrompersi dell'antico amore per Beatrice. 
A favore di quest'ultimo è, però, dedicato un excursus sull'immortalità dell'anima (convinzione fondamentale dal punto di vista filosofico e decisa consolazione dal punto di vista sentimentale.):
- L'anima deve essere necessariamente immortale prima di tutto per un consenso universale, rassicurante convergere delle opinioni di tutta l'umanità;
- Chiunque non creda in questa caratteristica dell'anima umana ne svilisce il valore umano intrinseco ed è potenzialmente dannoso in quanto non crede nella pena dell'Inferno;
- Se l'anima non fosse immortale la civiltà sarebbe vana e questa opzione risulta essere addirittura impensabile per dante;
- Il corollario della mortalità dell'anima sarebbe un paradossale duplice difetto: la ragione, massima perfezione umana, indurrebbe paradossalmente l'uomo nel difetto e nell'errore illudendolo;
- In ultimo, essendo la creazione di dio infinitamente buona non può presupporre la frustrazione del desiderio umano.

Successivamente si innesta nel discorso l'interpretazione allegorica dell'incontro con la filosofia. Dante, infatti, racconta che dopo la morte di Beatrice egli cercò di consolarsi con lo studio della filosofia, approcciandosi alle pubbliche disputazioni, agli studia ed essendo aiutato in particolare dalla lettura di Severino Boezio e di Cicerone (II, XII, 1 - 4). Su questa base, l'interpretazione allegorica della canzone permette di fare della "donna gentile", di cui hanno già narrato i capitoli XXXV-XXXIX della Vita Nova, la rappresentante della filosofia.

### III Trattato
Il III trattato è introdotto dalla canzone Amor che ne la mente mi ragiona, ed è un elogio compiuto della sapienza introdotta nel precedente trattato. Il componimento poetico in questione risponde perfettamente allo stile della loda e vengono adottati tutti gli schemi precedentemente adoperati per descrivere Beatrice; tuttavia, esso viene escluso dalla Vita nova in quanto probabilmente progettato già con un'impostazione fortemente allegorica. Una premessa fondamentale rimane comunque l'assunto puramente stilnovista di Amore-dettatore e della poesia come resoconto obbligato, non come libero sfogo della mente; in questo contesto si inserisce la capacità di ascoltare il dettato amoroso nettamente contrapposta all'incapacità di conoscere a pieno la donna (tipica caratteristica cavalcantiana) ed all'incapacità di dire (ovvero l'ineffabilità). Dante sottolinea, dunque, ancora una volta come le sue rime siano effettivamente parziali rispetto alla sapienza divina, ma anche in riferimento alla propria sapienza in quanto amante della Filosofia. 
La lode vera e propria si presenta come tripartita e si fa riferimento al sole che ammira la donna (interpretabile in chiave pagana come il carro del Sole e in chiave cristiana come Dio), alla capacità cristologica della donna di operare miracoli (ed aiutare la fede) ed alla visione anticipata del paradiso. Tale elogio viene giustificato in base a tre principi:
1. L'amore che ognuno prova per sé, appoggiandosi all'auctoritas del De amicitia di Cicerone il quale sosteneva che lodare un amico coincidesse con il lodare sé stessi e la propria capacità di elezione (o scelta);
2. La volontà di preservare l'amistà, ovvero il desiderio di conservare l'amicizia nel caso di grande disparità di condizione sociale e/o spirituale. Viene così tematizzato anche il τόπος letterario del dono piccolo ma sincero, base fondante delle corti dell'epoca;
3. La prudenza, necessità esplicitata anche da Boezio nel De consolatione philosophie per anticipare le accuse di levitade (la donna sarebbe stata infatti troppo virtuosa per non essere lodata da Dante)

Per quanto riguarda l'interpretazione letterale Dante concentra la propria attenzione nel dare definizioni puntuali e precise dell'amore e della mente. Il primo viene interpretato come l'istinto naturale di ogni uomo ad unirsi spiritualmente a Dio (seguendo il desiderio umano della vita eterna che si trova solo in Dio); la seconda corrisponde, invece, all'anima razionale ed è la parte maggiormente vicina al divino dell'intera anima. Secondo tale ragionamento, un animo razionale (caratteristica peculiare solo dell'uomo) può amare solo la perfezione e l'onestà e tale amistà è intrinsecamente razionale.
Tuttavia, va considerato anche il limite umano nella contemplazione e quindi nella conoscenza, soprattutto contrapposta all'onniscienza divina (riportata nei numerosi Libri sapienziali). Dante è dunque consapevole della necessità pedagogica riguardante l'imperfezione umana in tal senso ed invita ad una contemplazione misurata, all'accettazione delle proprie limitazioni per lasciare spazio alla fede (ed al timore reverenziale verso la Chiesa tipico dell'epoca). In questa rassegna del creato si inserisce un excursus sulla diffusione della virtù divina secondo il sistema delle cause prime di Aristotele e l'emanazione descritta nella Bibbia. La concezione dantesca implica una gradazione continua, senza salti, che quindi contempla l'esistenza di una donna "divina" (categoria aristotelica attribuitale da dante), vicina a Dio con virtù miracolose ed elementi cristologici. L'invito non può, dunque, che essere quello di frequentare la donna per risentire l'effetto della donna miracolosa che aiuta la fede e fa presagire la vita eterna.
L'interpretazione allegorica identifica la donna come Filosofia ed inizia con la tradizionale trattazione riguardo all'etimologia del termine in questione: essa viene ricondotta all'umiltà di Pitagora che non pretendeva di essere chiamato "sapiente", ma affermava di essere "amante della filosofia". Oltre questo primo avvicinamento di Dante alla tematica è presente una trattazione delle varie "filie" (o "amori"):
1. L'amore del sole, ovvero Dio, che si bea della propria creatura ed esercita la filosofia divina;
2. L'amore provato dalle intelligenze angeliche, per le quali la donna è una "druda" secondo il rapporto tradizionale;
3. L'amore dell'uomo che grazie ad Amore che conferisce calma e pace può concentrarsi in una contemplazione (seppur abituale e non attuale)

### IV Trattato
Nel IV trattato, ovvero l'ultimo, si affronta la tematica morale della nobiltà, trattando la canzone Le dolci rime d'amor ch'i' solìa. La polemica tradizionale riguardo all'autentica nobiltà vedeva contrapposti due grandi schieramenti: coloro che credevano nella nobiltà di sangue (ereditabile) e coloro che credevano in quella d'animo (individuale). 
L'origine del componimento risulta essere una condivisione di idiosincrasie con la Filosofia: Dante e la Filosofia, in segno di una profonda amistà, sono portati ad amare ed odiare le medesime cose. L'obiettivo dantesco risulta essere, quindi, quello di correggere l'errore che reca dolore e danno (che aveva portato alla condanna ed all'esilio l'autore stesso); dato che i falsi giudizi infatti hanno effetti anche sulla sfera delle azioni essi vanno curati con una medicina diretta (senza esposizione allegorica) per recuperare velocemente la salute.
Dante in primo luogo presenta la comunis opinio, impropriamente attribuita a Federico II, secondo cui la nobiltà coincide con "antica possession d'avere e reggimenti belli" e subito dopo aggiunge la banalizzazione interessata della medesima (concernente solamente la prima particula della definizione). Tuttavia viene rimarcato:
1. il falso rapporto tra le ricchezze e la nobiltà, comparati rispettivamente ad una torre dritta ed un fiume che le scorre ai piedi, ma sul quale la torre non ha potere;
2. il problematico riferimento all'antichità della famiglia dato che la genealogia e la discendenza del genere umano riconduce ad un medesimo progenitore, ovvero Adamo
3. l'incompletezza della definizione stessa, in quanto non vengono menzionale le virtù;

L'autore procede, così, esponendo l'argomentazione vincente, ovvero la propria (secondo i dettami retorici della Scolastica): la nobiltà è una predisposizione dell'animo ad un buon comportamento e si espleta in varie virtù tra le quali la capacità di discernere il giusto mezzo. In questo contesto si inserisce, poi, la trattazione riguardo alle quattro età dell'uomo esemplificate tramite vari passi del quarto, quinto e sesto libro dell'Eneide di Virgilio.